# Claudiu Pascariu
Claudiu Pascariu, (Arad, 1988. október 25. –) román labdarúgó, jelenleg a Budapest Honvéd játékosa, hátvéd.

## Pályafutása
2012. március 3-án debütált a Honvédban, kezdőként játszotta végig a Videoton elleni mérkőzést.